# هیرنانتین
| سامانه/ دوره                                                                               | ردیف/ دور   | اشکوب/ عصر       | سن (میلیون سال پیش) | سن (میلیون سال پیش) |
| ------------------------------------------------------------------------------------------ | ----------- | ---------------- | ------------------- | ------------------- |
| سیلورین                                                                                    | لاندووری    | رودانین          | پس از آن            | پس از آن            |
| اردویسین                                                                                   | بالایی/پسین | هیرنانتین        | ۴۴۳٫۸               | ۴۴۵٫۲               |
| اردویسین                                                                                   | بالایی/پسین | کاتین            | ۴۴۵٫۲               | ۴۵۳٫۰               |
| اردویسین                                                                                   | بالایی/پسین | سندبین           | ۴۵۳٫۰               | ۴۵۸٫۴               |
| اردویسین                                                                                   | میانی       | داریویلین        | ۴۵۸٫۴               | ۴۶۷٫۳               |
| اردویسین                                                                                   | میانی       | داپینگین         | ۴۶۷٫۳               | ۴۷۰٫۰               |
| اردویسین                                                                                   | زیرین/پیشین | فلوئین           | ۴۷۰٫۰               | ۴۷۷٫۷               |
| اردویسین                                                                                   | زیرین/پیشین | ترمادوسین        | ۴۷۷٫۷               | ۴۸۵٫۴               |
| کامبرین                                                                                    | فورونجین    | اشکوب ۱۰ کامبرین | پیش از آن           | پیش از آن           |
| زیربخش‌های سامانه/دوره اردویسین بر پایه تقسیم‌بندی کمیسیون بین‌المللی چینه‌شناسی، در سال ۲۱۰۷. |             |                  |                     |                     |

هیرنانتین (انگلیسی: Hirnantian) هفتمین و آخرین اشکوب تأییدشده دوره اردویسین از دوران دیرینه‌زیستی است که در ستون چینه‌شناسی پس از اشکوب کاتین و پیش از رودانین جای می‌گیرد. هیرنانتین اشکوبی کوتاه‌مدت است که ۴۴۵٫۲ میلیون سال پیش آغاز شده و پس از ۱٫۹ میلیون سال تا آغاز اشکوب رودانین در ۴۴۳٫۸ میلیون سال پیش ادامه یافت.
بخش آغازین هیرنانتین با دمای پایین و یخگیری‌های عمده و افت شدید سطح دریاها شناخته شده است. در پایان این اشکوب با افزایش دما یخچال‌ها ذوب شده و سطح دریاها به سطح پیش از یخبندان یا اندکی بالاتر از آن بازگشت.
بیشتر دانشمندان معتقدند که نوسان اقلیمی هیرنانتین باعث یک رویداد انقراض بزرگ در این عصر شده است. در واقع انقراض بزرگ هیرنانتین (که به نام انقراض اردویسین پایانی و رویداد انقراض اردویسین-سیلورین نیز شناخته می‌شود) دومین انقراض بزرگ در تاریخ زمین‌شناختی زمین به‌شمار می‌رود که طی آن حدود ۸۵٪ از گونه‌های دریایی از بین رفتند. تنها رویداد انقراض پرمین-تریاسه در تاریخ زمین از این انقراض بزرگ‌تر بوده است. بر خلاف دیگر انقراض‌های کوچک‌تر، پیامدهای بلندمدت انقراض اردویسین پایانی نسبتاً کوچک بود. پس از نوسان اقلیمی، آب و هوا به حالت پیشین خود بازگشت و بسیاری از گونه‌ها طی دو یا سه میلیون سال بسیار شبیه به گونه‌های پیش از انقراض تکامل یافته و بدین ترتیب از انقراض نجات یافتند.